# أكري
أكري إحدى ولايات جمهورية البرازيل الإتحادية وواحدة من الولايات السبع والعشرين البرازيلية تقع في الجنوب الغربي من الإقليم الشمالي عاصمتها ريو برانكو. يحدها اثنين من الوحدات الاتحادية : من الشمال الأمازون ويحدها روندونيا من الشرق ؛ وتحدها دولتين: بوليفيا من الجنوب الغربي و بيرو من الجنوب ومن الغرب. مساحتها 164 123,040 كم ² ، و هو ما يعادل أقل من مساحة دولة نيبال بقليل، تعتبر ولاية أكري واحدة من الولايات ذات الكثافة السكانية أقل في البرازيل، المدينة التي تستضيف السلطات التنفيذية والتشريعية والقضائية هي عاصمة ريو برانكو( عاصمة الولاية) ، من أهم مدن الولاية: ريو برانكو، كروزيرو دو سول، فييجو، سينا مادويرا، سينادور غويومارد.
إلى القرن التاسع عشر كانت ولاية اكري جزء من بوليفيا، منذ القرن الثامن عشر كان أعظم سكانها من البرازيلين المكتشفين والمتجارين بصبغ المطاط المستخرج من الشجر وبشكل طبيعي أقاموا ولاية منفصلة في ذلك الوقت. في 1899 البوليفيين حاولو أن يسيطرو على المنطقة ولكن البرازيلين ثاروا وحاربوا ضدهم واشتهرت القضية عاليما باسم (مشكلة الأكري).
في 17 نوفيمبر 1903 بعد التوقيع الرسمي من تراتادو بيترؤبوليس البرازيل تسلمت السلطة الدائمة على المنطقة، وأكري أصبح جزءاً من البرازيل، وبالمقابل دفعت البرازيل مبلغ مليوني جنيه إستراليني لبوليفيا وأنشأت البرازيل خط سكة حديد ماديرا-مامورى.
الاقتصاد يعتمد على الزراعة واستخراج المطاط وتربية الحيوانات.

## التاريخ
تم العثور على العديد من الهياكل في الترب مع الأعمار تصل إلى 2100 سنة. تشير إلى حضارات ما قبل كولومبوس.
حتى أوائل القرن العشرين، كانت أكري جزء من أراضي بوليفيا. ومع ذلك، منذ أوائل القرن التاسع عشر، والكثير من سكانها يستغلون في مزارع المطاط البرازيلي وفي عام 1899، حاول البوليفيين لتأمين السيطرة على المنطقة، ولكن البرازيليين ثاروا وكانت هناك اشتباكات على الحدود، مما نشب ثورة أكرينا بين البرازيل وبوليفيا.
في 17 نوفمبر عام 1903، مع التوقيع على معاهدة بتروبوليس، تلقت البرازيل حيازة النهائي للمنطقة. و من ثم تم دمج فدان إلى البرازيل باعتبارها أراضي مقسمة إلى ثلاثة أقسام. مرت الأراضي إلى الميدان البرازيلي مقابل دفع مليوني جنيه استرليني لبوليفيا، وانشأت البرازيل خط سكة حديد ماديرا-مامورئ.
وبعد أن تم توحيد في عام 1920، في 15 يونيو 1962 تمت ترقيته إلى الولاية، والأول من كان يحكم الولاية أستاذ يولاندا فليمينغ.
خلال الحرب العالمية الثانية (1939-1945)، احتلت مزارع المطاط في ماليزيا من قبل اليابانيين. و في نفس الوقت، تايلاند، وهي منتج رئيسي للمطاط جزءا من الحرب إلى جانب دول المحور. وبالتالي، كان أكري المصدر الرئيسي للمطاط لحلفاء خلال الحرب.

## المراكز الحضرية الكبرى
- مدينة ريو برانكو هي مركز رأس المال والإدارية والاقتصادية والثقافية في الولاية، وبلدية من حيث عدد السكان مع 335796 نسمة، ما يقرب من نصف سكان الولاية.
- كروزيرو دو سول هو ثاني أكبر مدينة وميناء في نهر acriana Juruá، ويجري أيضا الأكثر نموا في المنطقة الوسطى الذي يتلقى نفس الاسم.

البعض البلديات الأكثر سكانا (IBGE 2009): سينا مادوريرا مع 37 993 نسمة؛ Tarauacá، مع 35 526 نسمة؛ فيجو مع 32 311 نسمة و Brasileia، مع 21 438 نسمة.

## الجغرافيا
ولاية أكري تحتل مساحة 152581 كم ²وتقع في أقصى غرب البرازيل، وتقع في 70 ° 00'00 " غربا من خط غرينتش و 09 º 00'00 " خط الجنوب من خط الاستواء ومع المنطقة الزمنية - 4 ساعات مقارنة مع التوقيت العالمي GMT . Dista 10 00'00 " جنوب خط الاستواء في البرازيل، الولاية هي في المنطقة الشمالية، على الحدود مع ولايتي أمازوناس وروندونيا و مع حدود البلدين. بيرو وبوليفيا. حوالي 63 ٪ من سطح الولاية ما بين 200 و 300M الارتفاع ؛ 16 ٪ ما بين 300 و 609 ؛ و 21 ٪ ما بين 200 و 135 .
المناخ حار ورطب جدا، تتراوح متوسط درجات الحرارة الشهرية بين 24 درجة مئوية و 27 درجة مئوية، مع أدنى متوسط في الإقليم الشمالي. سقوط الأمطار في مجموع السنوي 2,100 ملم، مع موسم الجفاف متميزة خلال شهري يونيو ويوليو وأغسطس. غابات الأمازون يغطي أراضي الدولة بأكملها . غنية جدا في أشجار المطاط الأنواع أكثر قيمة ( HEVEA البرازيلية ) ، أكري أكبر منتج لل مطاط وجوز البرازيل . ومن الأنهار الرئيسية في ولاية أكري، ( Juruá Tarauacá ، Envira ، بوروس، وخلاص عكا )

## السكان
حسب احصائيات عام 2010 يبلغ عدد سكان أكري 733559 نسمة، وكان 532 279 نسمة في المناطق الحضرية و 201 280 نسمة في المناطق الريفية. وكان 368324 من الرجال والنساء 365235 . كان متوسط عدد الأشخاص لكل أسرة 3.82 شخص. مدينة ريو برانكو هو الأكبر والأكثر مدينة من حيث عدد سكانا في ولاية مع ما يقرب من 350 ألف نسمة، كونها سادس أكبر مدينة في الشمال.
من عام 1991 إلى عام 2010، كان يعتبر النمو السكاني الذي تعيشه أكري عالية جدا، تصل إلى 3.3 ٪ سنويا أعلى من المتوسط الوطني . في عام 1991 ، تم إحصاء 417165
نسمة. 48 ٪ من سكان الولاية يعيشون في العاصمة. في الداخل، وأما البقيه يعيشون على طول فرقت الأنهار، ويعتمدون على استخراج المطاط، والخشب الكستناء .
كان هناك أيضا هجرة العرب (وخاصة السوريين واللبنانيين ) والإيطالية (على حد سواء كونها أكبر في المنطقة الشمالية ) ، و اليابانية والألمانية والسلافية ( هذه الصغيرة ) .

## الاقتصاد
قطاع الخدمات هو أكبر عنصر في الناتج المحلي الإجمالي في 66٪، يليه القطاع الصناعي في 28.1٪. تمثل الزراعة 5.9٪، من الناتج المحلي الإجمالي (2004). الصادرات فدان: 85.6٪ الخشب والدواجن (الدجاج والديك الرومي البري) 4.7٪، ومنتجات الخشب بنسبة 1.7٪ (2002).
حصة من الاقتصاد البرازيلي: 0.2٪ (2005).

## الصحة
في عام 2005 ، كان هناك 337 مستشفيات في الولاية، مع 282 العام والخاص 55 ، التي تحتوي جميع المستشفيات على 1,561 سريرا. في عام 2006 ، كان معدل وفيات الرضع 20.7 لكل 1,000 ولادة حية، مع الملاريا السبب الرئيسي للوفاة .
وفي مسح أجرته IBGE في عام 2008 كشفت عن أن 73.4 ٪ من سكان الولاية تصنيف حالتهم الصحية بأنها جيدة أو جيدة جدا ؛ 61 ٪ من السكان تجري بانتظام استشارة طبية ؛ 35.6 ٪ من الناس استشارة طبيب الأسنان بشكل منتظم وكان داخليا 5.8 ٪ من السكان في سرير مستشفى في الإثني عشر شهرا الماضية .

## تعليم
البرتغالية هي اللغة الوطنية الرسمية، وبالتالي فهي اللغة الأساسية التي تدرس في المدارس. الإنكليزية والإسبانية هي أيضا جزء من المنهج الرسمي في المدرسة الثانوية.
في عام 2008، فإن معدل الأمية في الدولة هو 13٪، يوجد في الولاية عددة جامعات ومنها : المعهد الاتحادي أكري، أكري الجامعة الاتحادية (العامة)، واتحاد أمريكا الشمالية ومؤسسة تعليمية للتعليم العالي في أكري (خاصة).

## العلم
اعتمد العلم في 15 مارس 1921. اللون الأصفر يرمز للسلام والأمل الأخضر، والنجم يرمز إلى النور الذي قاد أولئك الذين عملوا على تحويل عكا جزء من البرازيل.